# 柏市立大津ケ丘中学校
柏市立大津ケ丘中学校（かしわしりつ おおつがおかちゅうがっこう）は、千葉県柏市大津ケ丘1丁目にある市立中学校。愛称、略称は「大津中」（おおつちゅう）。

## 概要
主な生徒は、学区内である柏市立大津ケ丘第一小学校、柏市立風早北部小学校の卒業生だが、学区外に住んでいる生徒も通っている。
部活動は、吹奏楽部が東日本学校吹奏楽大会で金賞を受賞するなど、優秀な成績を収めている。

## 経緯
沼南町立風早中学校から分離し開校する。
沼南町立として開校したが、2005年に柏市と合併し柏市立となった。

## 校訓
主に、実践・創造・勇気を校訓としている。

## 行事
主な行事は、歌声交歓会・体育祭・輝沼祭（合唱祭）である。
歌声交歓会は、近隣の施設である沼南公民館の大ホールで行われる合唱祭であり、学区内の小学6年生を招待し合唱を披露する。
体育祭は9月の第一週目あるいは第二週目の土曜日に行われる。
輝沼祭は、体育館で行われる。

## 校歌
- 作詞:薮田義雄
- 作曲:松本民之助

## 沿革
- 1978年4月1日 - 沼南町立風早中学校より分離、開校
- 1978年4月5日 - 始業式 生徒 184名、6学級、職員16名
- 1978年5月20日 - 開校記念日制定
- 1978年6月6日 - 校旗制定
- 1978年6月17日 - PTA発足
- 1978年10月1日 - 制服制定
- 1978年11月4日 - 校歌制定
- 1979年8月11日 - プール完成
- 1981年2月21日 - 校章除幕式
- 1982年3月14日 - 校訓碑除幕式
- 1982年3月20日 - 校庭緑化（芝生）
- 1982年7月9日 - 前庭園完成
- 1983年3月1日 - 創立5周年記念誌発行
- 1984年3月31日 - 新校舎7教室増築完成
- 1985年3月31日 - 金工室、木工室完成
- 1987年3月31日 - 校庭改修工事完了
- 1987年5月20日 - 創立10周年記念式典挙行
- 1989年1月20日 - 部室（6室）完成
- 1989年8月30日 - 体育館改修工事完成
- 1990年10月29日 - 駐車場舗装工事
- 1992年8月7日 - 冷暖房工事
- 1992年12月11日 - コンピュータ41台設置
- 1992年4月23日 - 武道場落成式
- 1997年4月4日 - スクールカウンセラー配置
- 1997年7月15日 - 創立20周年記念航空写真撮影
- 1997年9月1日 - コンピュータ新機種40台導入
- 1997年8月31日 - 教室棟内装工事完了（第二期）
- 1997年8月30日 - 教室棟大規模改修工事完了
- 2005年3月28日 - 柏市と沼南町が合併し、校名を変更
- 2007年10月27日 - 創立30周年記念式典挙行
- 2011年3月15日 - 東日本大震災の影響により、創心館にて卒業式挙行
- 2012年11月16日 - 体育館側面・トイレ改修工事完了
- 2013年1月10日 - 放射線除去工事完了
- 2021年4月1日 - 2期制（前期・後期制）開始